# Gottfried Thomasius
Gottfried Thomasius (ur. 26 czerwca 1802 w Egenhausen, zm. 24 stycznia 1875 w Erlangen) – niemiecki duchowny i teolog luterański.
Gottfried Thomasius był potomkiem Christiana Thomasiusa. Uczył się w gimnazjum w Ansbach, w 1821 roku podjął studia na Uniwersytecie w Erlangen, półtora roku później przeniósł się na Uniwersytet w Halle, a następnie ukończył studia na Uniwersytecie w Berlinie, gdzie wpływ na niego wywarli Schleiermacher, Hegel, Philip Marheineke i August Tholuck. W 1825 roku opuścił uniwersytet i przez 17 lat był pastorem, najpierw w wiosce pomiędzy Erlangen a Norymbergą, a od 1829 roku w Norymberdze. Tam jego działalność wzbudziła zainteresowanie lokalnej inteligencji, a jego popularność jako nauczyciela religii w gimnazjum doprowadziła go do objęcia posady profesora teologii dogmatycznej w Erlangen w marcu 1842 roku. Przez następne trzydzieści trzy lata wywierał silny wpływ na swoich studentów, z czego przez trzydzieści lat był kaznodzieją uniwersyteckim.
Jego znaczenie jako autora było niewiele mniejsze. Jego wczesna praca Origenes. Ein Beitrag zur Dogmengeschichte des dritten Jahrhunderts przetarła mu drogę do objęcia posady profesora. W sposób znaczący rozwinął teologię kenozy. Jego wyjaśnienie nauki o Trójcy spotkało się z krytyką, wysoko ceniono natomiast teologię odkupienia, łączącą nauczanie luterańskie z poglądami Anzelma z Canterbury.

## Wybrane dzieła
- Origenes. Ein Beitrag zur Dogmengeschichte des dritten Jahrhunderts (Nürnberg, 1837)
- Grundlinien zmu Religionsunterricht an den mittleren und oberen Klassen glehrter Schulen (Nürnberg, 1839)
- Beiträge zur kirchlichen Christologie (Nürnberg, 1845)
- Dogmatis de obedientia Christi activa historia et progressiones inde a confessione Augustana ad formulam usque concordiæ (3 części, Erlangen, 1845–1846)
- Das Bekenntnis der lutherischen Kirche in der Konsequenz seines Prinzips (Nürnberg, 1848)
- Christi Person und Werk. Darstellung der evangelisch-luterischen Dogmatik vom Mittelpunkte der Christologie aus (3 części, Erlangen, 1852–1861)
- Das Bekenntnis der lutherischen Kirche von der Versöhnung und die Versöhnunglehre D. von Hofmanns (Erlangen, 1857)
- Wiedererwachen des evangelischen Lebens in der lutherischen Kirche Bayerns. Ein Stück süddeutscher Kirchengeschichte, 1800–1840 (Erlangen, 1867)
- Die christliche Dogmengeschichte als Enwickelungsgeschichte des kirchlichen Lehrbegriffs (2 tomy, Erlangen, 1874–1876)